# سید محمدرضا گلپایگانی
سید محمدرضا موسوی گلپایگانی (۱ فروردین ۱۲۷۸ – ۱۸ آذر ۱۳۷۲) فقیه، اصولی، مفسر قرآن، متکلم و مرجع تقلید شیعهٔ امامیه در دوران معاصر بود، که پس از درگذشت سید حسین طباطبایی بروجردی به مرجعیت شیعیان رسید. او از زمره مخالفان حکومت پهلوی و از همراهان سید روح‌الله خمینی بود که پس از تبعید وی به عراق، بیانیه‌ها، اعلامیه‌ها، تلگراف‌ها و سخنرانی‌هایی در حمایت از سید روح‌الله خمینی و انقلاب اسلامی ایراد کرد.
تأسیس بیمارستان آیت‌الله گلپایگانی، مدارس علمیه، دارالقرآن الکریم و مجمع اسلامی جهانی لندن از فعالیت‌های  عام او بود.

## تولد و خانواده
سید محمدرضا گلپایگانی در۱ فروردین ۱۲۷۸ در شهر گوگد از توابع شهرستان گلپایگان متولد شد. او در دو سالگی مادرش و در سن نه سالگی پدرش را از دست داد.

## تحصیلات حوزوی
سید محمدرضا گلپایگانی تحصیلات خود را از گوگد آغاز کرد و سپس برای ادامه تحصیل عازم گلپایگان شد. در گلپایگان دروس سطح را فرا گرفت سپس برای تکمیل تحصیلات خود به اراک رفت.
زمانی که عبدالکریم حائری یزدی و فرزندش مرتضی حائری یزدی به همراه محمد تقی خوانساری به قصد زیارت آستان حرم فاطمه معصومه از اراک به قم رفتند، با درخواست‌های روحانیون این شهر مبنی بر ماندن در قم مواجه شدند. به دنبال اقامت حائری یزدی در شهر قم، گلپایگانی به همراه جمعی دیگر به دعوت رسمی استادش حائری به سوی این شهر حرکت کرد و در مدرسه فیضیه ساکن شد و به تحصیل در حوزه ادامه داد. او مدت چند ماهی را در شهر نجف و در کنار کسانی چون محمدحسین نائینی ،سید ابوالحسن اصفهانی و محمدحسین غروی اصفهانی سپری کرد، اما قم به عنوان محل اصلی تحصیل او بود. او در ۲۴ سالگی به درجه اجتهاد رسید.

## استادان
از جمله استادان او می‌توان به افراد زیر اشاره کرد:
- عبدالکریم حائری یزدی
- محمدحسین غروی اصفهانی
- آقا ضیاءالدین عراقی
- سیدابوالحسن اصفهانی

## آثار فقهی
آثار به جای مانده از او شامل کتب و تألیفاتی به شرح زیر است:
- افاضة العوائد
- حاشیه بر وسیلةالنجاه
- حاشیه بر عروةالوثقی
- مجمع المسائل
- ارشاد المسائل
- هدایة العباد
- کتاب الطهاره
- الهدایه الی من له الولایه
- کتاب القضاء
- بغیةالطالب فی شرح المکاسب
- الدرالمنضود فی احکام الحدود
- نتایج الافکار فی نجاسةالکفار
- کتاب الحج، رساله محرمات بالسبب
- رساله فی عدم تحریف القرآن
- صلاةالجمعه و عیدین، مناسک حج
- احکام عمره، احکام النساء
- مختصرالاحکام
- توضیح المسائل

## اندیشهٔ سیاسی
از نظر او در زمان غیبت امام زمان در صورت امکان باید حکومت اسلامی تشکیل شود. او در کتاب مجمع المسائل به تلازم اعتقاد به ولایت ائمه و ضرورت تشکیل حکومت اسلامی در زمان غیبت اشاره می‌کند و در ترسیم شکل حکومت، عنصر ولایت فقیه را به عنوان اصلی‌ترین نسخه نظام اسلامی معرفی می‌کند. او تأکید می‌کند که اختیار فقیهان عادل فراتر از چارچوب احکام شرعی اولیه و ثانویه نیست. او ولایت مطلقه فقیه را نمی‌پذیرد.

### دیگر فعالیت‌ها
او فعالیت‌های فرهنگی دیگری نیز داشت که از آن جمله می‌توان به تأسیس این مراکز اشاره کرد:
- مراکز درمانی و بهداشتی از جمله بیمارستان آیت‌الله گلپایگانی در شهر قم و شهر گوگد (یکی از مناطق شهرستان گلپایگان).
- خانه عالم در نقاط مختلف.
- دارالقرآن الکریم.
- مدرسه و کتابخانه آیت‌الله گلپایگانی.
- مرکز کامپیوتری معجم المسائل الفقهیة.
- بیمارستان زنان و زایشگاه ولی عصر (عج).
- دارالایتام.
- مؤسسه خیریه ولی عصر (عج).
- چندین مدرسه علمیه.[۶]

## درگذشت
گلپایگانی، روز پنجشنبه هجدهم آذر ۱۳۷۲ (۲۴ جمادی‌الثانی ۱۴۱۴) در بیمارستان قلب شهید رجایی تهران درگذشت. در پی درگذشت او، از سوی دولت هفت روز عزای عمومی و یک روز تعطیل اعلام گردید. پیکر او روز جمعه ابتدا در شهر تهران با حضور سید علی خامنه‌ای و مردم تشییع شد و سپس روز شنبه در قم تشییع و نماز به امامت لطف‌الله صافی گلپایگانی (دامادش) بر او خوانده شد و در مسجد بالاسر حرم فاطمه معصومه در کنار عبدالکریم حائری یزدی و دیگر مراجع تقلید به خاک سپرده شد.